# Gornje Podotočje
Gornje Podotočje je naseljeno mjesto koje administrativno pripada gradu Velikoj Gorici. Nalazi se u Zagrebačkoj županiji, točnije u Turopolju, na županijskoj cesti Vukovina-Gornje Podotočje–Kuče. 
Stanovništvo se bavi poljodjelstvom, stočarstvom, trgovinom i obrtima. Do 1880. godine Gornje Podotočje se zvalo samo Podotočje. Gornje Podotočje pripada župi Pohoda Blažene Djevice Marije u Vukovini.

## Stanovništvo
| broj stanovnika | 211   | 251   | 245   | 233   | 171   | 177   | 162   | 185   | 186   | 187   | 191   | 188   | 191   | 232   | 294   | 491   | 492   |
|                 | 1857. | 1869. | 1880. | 1890. | 1900. | 1910. | 1921. | 1931. | 1948. | 1953. | 1961. | 1971. | 1981. | 1991. | 2001. | 2011. | 2021. |